# Boehmeria ulmifolia
Boehmeria ulmifolia är en nässelväxtart som beskrevs av Hugh Algernon Weddell. Boehmeria ulmifolia ingår i släktet Boehmeria och familjen nässelväxter. Inga underarter finns listade i Catalogue of Life.